# کلاغ‌ها (فیلم کوتاه)
کلاغ‌ها فیلمی کوتاه به نویسندگی و کارگردانی شیوا سرمست است که در سال ۲۰۲۱ میلادی (۱۴۰۰ خورشیدی) منتشر شد. در این فیلم که تهیه‌کنندگی آن برعهده محمد قدس و سرمایه‌گذاری آن با مجتبی سعیدزاده بود، بازیگرانی همچون مجتبی پیرزاده و طاهره جوربانیان بازی کرده‌اند.

## خلاصه
زوج جوانی پس از طلاق به ویلای پدربزرگشان می‌روند که برایشان پر از خاطرات کودکی است. برخلاف تمام سالهایی که شجاعت زندگی کردن باهم را نداشتند، این بار تصمیم می‌گیرند آخرین خاطره با هم بودنشان را آنگونه که می‌خواهند بسازند.

## محتوا
فیلم روایت گر زندگی افراد ترنسکشوال در ایران و نحوه برخورد جامعه با آنان را روایت می‌کند و به همین نظر متحمل نقدهای بسیاری از سوی فعالین حوزه هنر گردید.

## بازیگران
- مجتبی پیرزاده
- طاهره جوربانیان
- مهری تهرانی

## جشنواره ها
فیلم کوتاه کلاغ ها به کارگردانی شیوا سرمست در فوریه ۲۰۲۱ توانست به بخش رقابتی اصلی جشنواره Cinevoyage هندوستان راه یابد.